# 昌化槭
昌化槭（学名：Acer changhuaense）是无患子科槭属的植物，为中国的特有植物。分布在中国大陆的浙江等地，生长于海拔500米至1,000米的地区，多生于疏林中。